# Wells Tower
Wells Tower (Vancouver, Canadá, 14 de abril de 1973) es un escritor y profesor estadounidense, autor cuentos y docente en el Programa de Escritura Creativa de la Universidad de Columbia (Nueva York). Su libro de relatos Todo arrasado, todo quemado tuvo gran repercusión internacional y se tradujo a las más importantes lenguas extranjeras.

## Infancia y juventud
Tower nació en Canadá, pero desde niño se trasladó a Estados Unidos y creció en Carolina del Norte. Estudió antropología y sociología en la Universidad Wesleyana y escritura de ficción en la de Columbia.

## Premios y reconocimientos
Tower ha ganado dos premios Pushcart y, en 2002, el Premio Plimpton (Discovery) de la revista neoyorkina The Paris Review por su obra «The Brown Coast». También ha sido galardonado con el Henfield Foundation Award.

## Todo arrasado, todo quemado
La editorial estadounidense Farrar, Straus and Giroux publicó en 2009 la primera colección de cuentos de Tower: Todo arrasado, todo quemado, que mereció dos reseñas elogiosas en The New York Times, firmadas por Edmund White y Michiko Kakutani. Con este libro quedó finalista de los premios The Story y del Gregor von Rezzori-Ciudad de Florencia (2011), que finalmente ganó el escritor bosnio Aleksandar Hemon.